# Dindarella
Le dindarella est un cépage italien de Vénétie. Le cépage est autorisé dans les vins du type Valpolicella.
Les vins rouges aromatiques sont de couleur intense. 
Synonymes: dindarella veronese, pelara, pellada et quajara